# Museo Casa de la Ciencia de Sevilla
El Museo Casa de la Ciencia de Sevilla es un centro de divulgación científica y medioambiental perteneciente al Consejo Superior de Investigaciones Científicas (CSIC). Su sede está ubicada en el Pabellón de Perú de la Exposición Iberoamericana de 1929 (avenida de María Luisa). El Museo está abierto al público de martes a domingo, de 10 a 20 horas; y cierra los lunes no festivos.

## El Museo
El Museo Casa de la Ciencia de Sevilla comenzó su funcionamiento en el mes de diciembre del año 2008. No obstante, no es hasta el 20 de febrero de 2013 cuando el centro inaugura un nuevo modelo y proyecto museográfico inspirado en el trabajo de otros museos de ciencias de referencia. El modelo se traduce en una oferta de tres exposiciones permanentes que abordan grandes temas universales de las ciencias naturales y un Planetario, también permanente, que proyecta diferentes producciones adaptadas a los distintos grupos de edades. Completa la programación una exposición temporal sobre un tema científico de interés y actualidad que permanece en el Museo durante un curso escolar. El proyecto del Museo Casa de la Ciencia de Sevilla muestra una especial sensibilidad a la atención de los centros escolares de todos los niveles, con la intención de servir como apoyo y refuerzo a los contenidos aprendidos en el aula y animar las vocaciones científicas entre niños y jóvenes. 

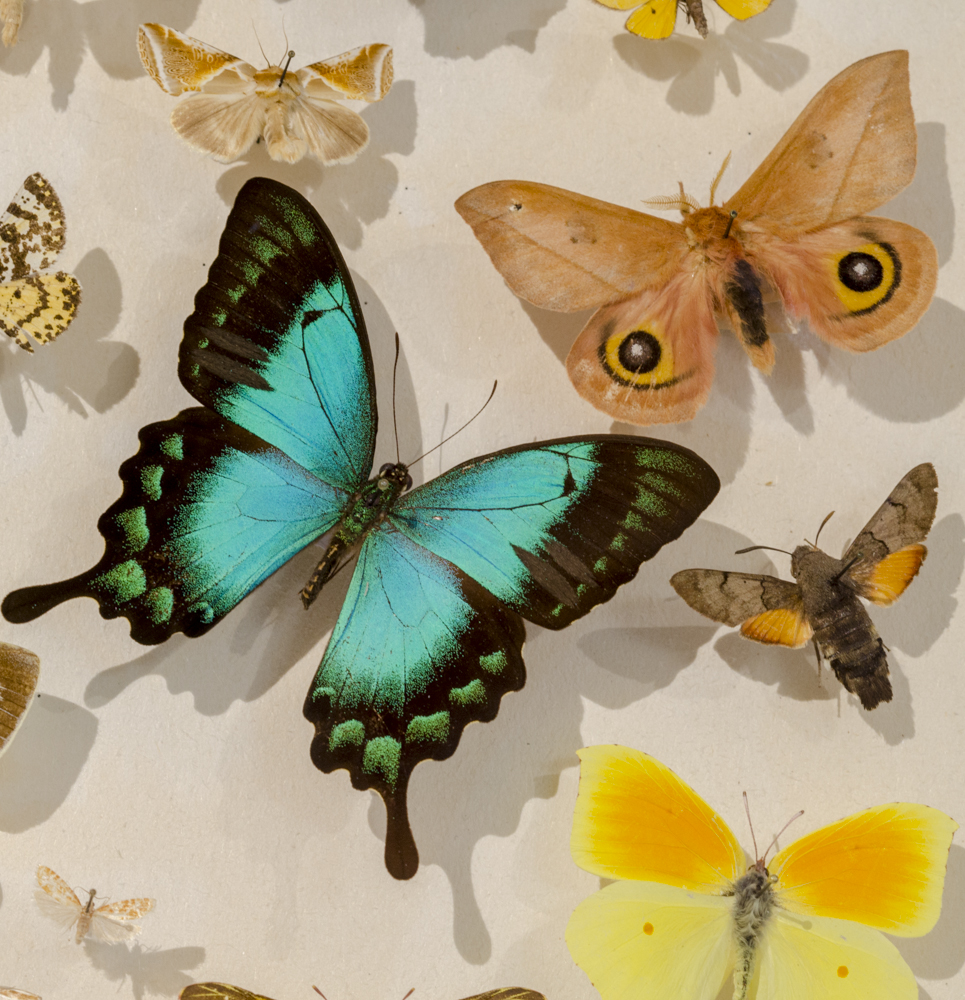
Exposición sobre Invertebrados en Museo Casa de la Ciencia

El Museo Casa de la Ciencia cuenta con la colaboración de la Consejería de Economía, Innovación, Ciencia y Empleo de la Junta de Andalucía y el Ayuntamiento de Sevilla. Asimismo, ha firmado convenios de colaboración con diferentes asociaciones y fundaciones científicas y medioambientales como la Sociedad Española de Ornitología (SEO/BirdLife), Greenpeace, la Asociación Micológica Hispalense “Muscaria”, la Federación de Asociaciones de Astronomía “Cielo de Comellas”, la Fundación Descubre y la Fundación Migres.

## El Pabellón de Perú
El Museo Casa de la Ciencia se sitúa en el Pabellón de Perú, un edificio propiedad del Ayuntamiento de Sevilla y cedido temporalmente al CSIC para la ubicación de este centro de divulgación. Se trata de un edificio histórico del conjunto patrimonial de la Exposición Iberoamericana de 1929. La edificación es obra de Manuel Piqueras Cotolí (1885–1937), reconocido arquitecto español nacido en Lucena, Córdoba, que desarrolló la mayor parte de su carrera en Perú, y que fue el creador de importantes obras representativas de la arquitectura neoindigenista, tales como la Escuela de Bellas Artes o el Mausoleo de Pizarro en la Catedral, todos ellos ubicados en Lima.

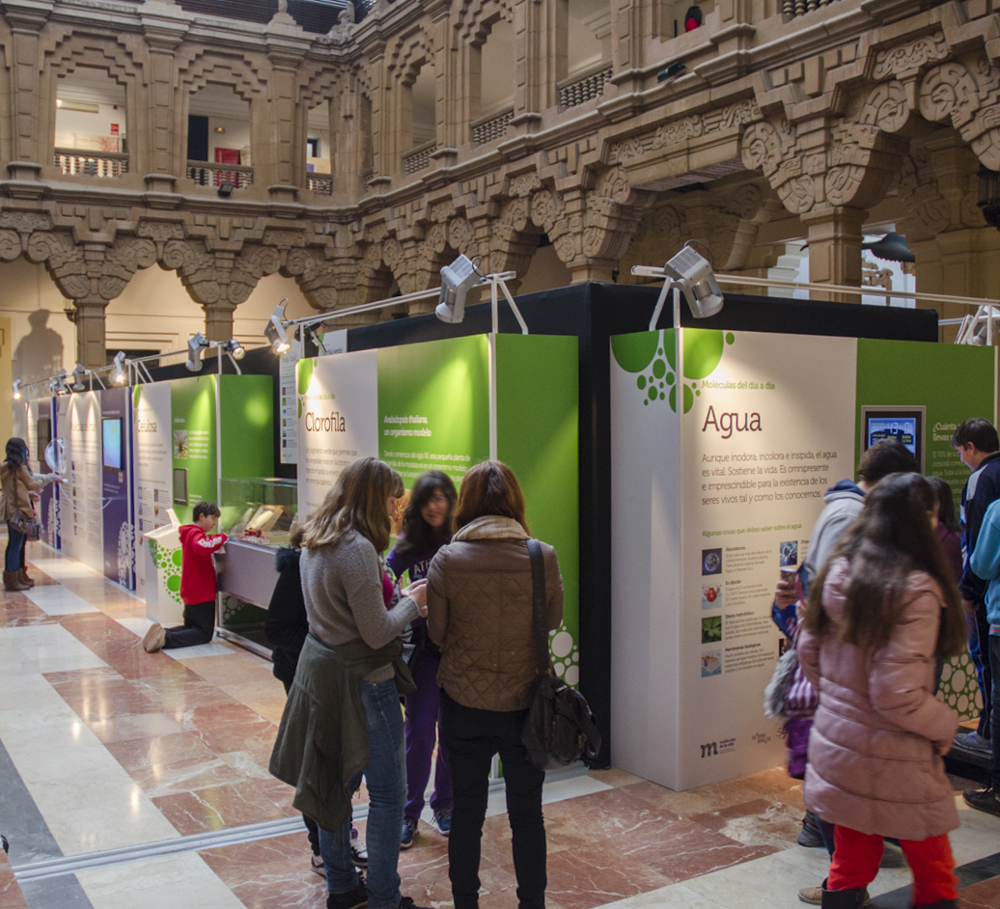
Interior del Museo Casa de la Ciencia

## Actividades

### Exposiciones permanentes
La Mar de Cetáceos en Andalucía
El encuentro de la corriente cálida del Mar Mediterráneo con la fría del Océano Atlántico convierte al Estrecho de Gibraltar en una de las regiones con mayor biodiversidad del planeta: en sus aguas viven hasta diez especies diferentes de ballenas y delfines. La muestra ofrece la oportunidad de ver muy de cerca reproducciones en resina a tamaño natural y esqueletos reales de algunas de esas especies de cetáceos que pueblan el mediterráneo andaluz. Las reproducciones proceden del Museo del Mundo Marino, perteneciente al Ayuntamiento de Almonte, Huelva, y esqueletos de la colección de la Estación Biológica de Doñana, instituto de investigación del CSIC. Los visitantes observarán ejemplares de Calderón común; Delfín listado; Cachalote pigmeo; Delfín mular; Delfín común; Orca; Marsopa; Zifio o ballenato de Cuvier; y Ballena yubarta. Un ejemplar de esta última preside la entrada del Pabellón de Perú y se ha convertido a su vez en “Marino”, la mascota del Museo. 
Invertebrados de Andalucía
A través de esta exposición los visitantes se acercarán a los pequeños gigantes del Reino Animal, los invertebrados, es decir, aquellos seres vivos que carecen de columna vertebral y que son los más numerosos del Planeta. Se calcula que el 70% de las 1,8 millones de especies de animales y plantas conocidas son invertebrados. Una situación geográfica estratégica, una compleja historia geológica y un clima benigno han hecho de Andalucía el reservorio de biodiversidad más importante del Mediterráneo; y por lo tanto, también uno de los paraísos de los invertebrados. Solo en los últimos 11 años se han descrito en esta comunidad autónoma 322 nuevas especies de animales, de las cuales casi todas correspondes a seres carentes de columna vertebral. Los ejemplares pertenecen a las colecciones científicas del Museo Nacional de Ciencias Naturales (MNCN).
GeoSevilla. Explora 540 millones de años
Unas doscientas piezas entre minerales, fósiles y rocas, todas ellas provenientes del Museo de Geología de la Universidad de Sevilla, conforman esta exposición donde se hace un recorrido por los testigos de los procesos geológicos que han ocurrido en la Tierra desde el Paleozoico hasta la actualidad, y que han dado forma al Planeta tal como se conoce hoy en día. La muestra hace un especial énfasis en la Geología local, es decir, el suelo que conforma la provincia de Sevilla y los elementos que en él se pueden encontrar. La exposición también exhibe algunos de los instrumentos originales del Gabinete de Historia Natural fundado en 1850 por Antonio Machado Núñez, catedrático del estudio hispalense y el primero en divulgar en Sevilla la darwinista teoría de la Evolución de las Especies. 
Planetario
El espacio cuenta con una cúpula de 23 metros de diámetro y un aforo de 85 personas. Asimismo, está dotado de un sistema de proyección digital a través del cual, en directo y guiados por monitores, el público disfruta de programas de Astronomía adaptados a diferentes grupos de edades.

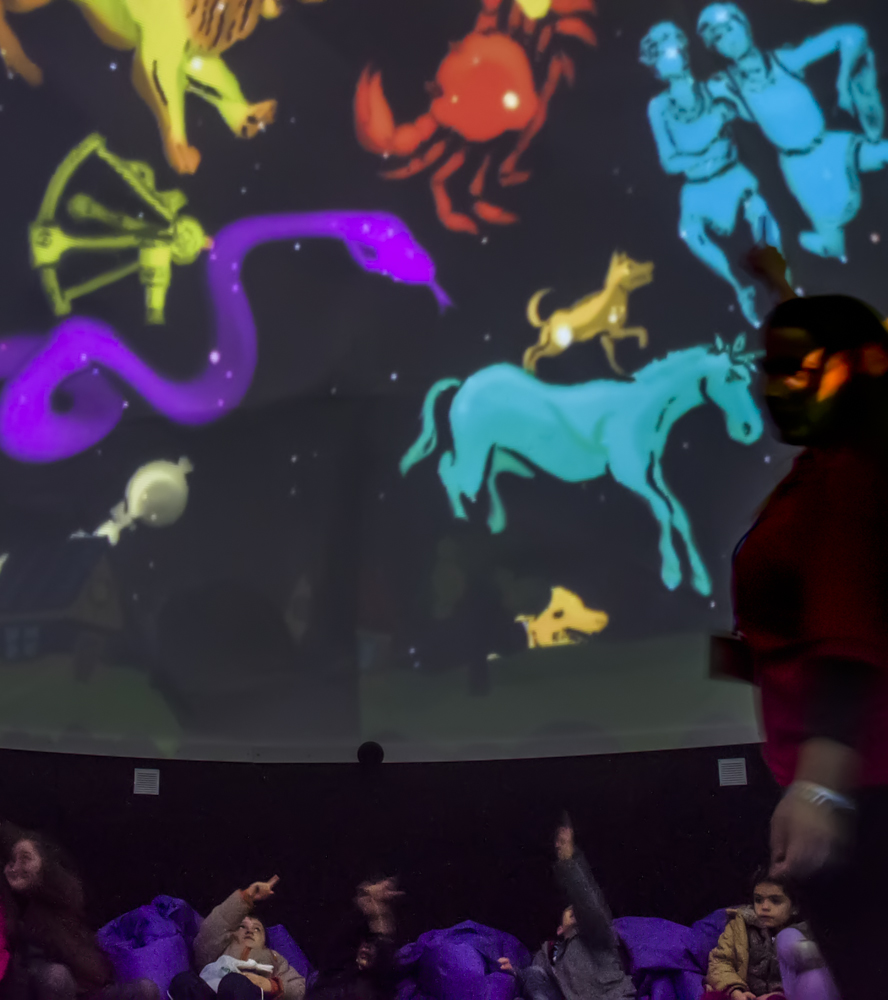
Planetario del Museo Casa de la Ciencia

### Exposición temporal en exhibición
“Los mapas y la primera vuelta al mundo: la expedición de Magallanes y Elcano” es el título de una de la exposiciones temporales en el Museo Casa de la Ciencia de Sevilla durante la temporada 2021-2022; 
La primera circunnavegación del mundo, que se inició en 1519 y finalizó en 1522, es la mayor gesta exploradora de la historia, que puede ser comparable con hitos más actuales como la llegada a la Luna.  Nuestra exposición mostrará en un recorrido cartográfico aspectos interesantes del viaje: sus antecedentes, preparativos, desarrollo y consecuencias. Partiendo de los conceptos geográficos de los antiguos, pasaremos por el inesperado descubrimiento del continente americano, el tratado de Tordesillas por el que España y Portugal se repartían el mundo, el espionaje cartográfico entre las dos potencias ibéricas, el comercio de las especias como verdadero objetivo de la expedición o los primeros mapas del estrecho de Magallanes y de las islas Molucas, todo ello ambientado en la España del siglo XVI.

### Talleres
El Museo Casa de la Ciencia de Sevilla ofrece una amplia variedad de talleres de temática científica y medioambiental para los distintos públicos que la visitan. Los talleres buscan que los participantes afiancen los conocimientos aprendidos con la realización de un proyecto práctico. Los talleres se suelen realizar por las mañanas de lunes a viernes para los grupos de centros educativos y durante los fines de semana para público familiar. Los talleres abordan los temas contenidos en las exposiciones del Museo, pero también otras disciplinas científicas como Arqueología, Arquitectura; Entomología, Ornitología y Meteorología; el reciclaje; los huertos urbanos y escolares; las operaciones matemáticas; las ciencias en la investigación forense; la Genética; la Robótica y los procesos químicos, entre otros. 

### Histórico de exposiciones temporales
Del 20 de febrero de 2013 al 19 de enero de 2014
Una autopista detrás del enchufe
La muestra planteaba un recorrido sobre todo el camino que transita y todo el proceso que conlleva el aparentemente sencillo hecho de que las bombillas de los hogares se iluminen cuando se pulsa el interruptor, o que se enciendan los electrodomésticos, los ordenadores, los televisores, y, en fin, todos aquellos aparatos alimentados por la electricidad que pueblan la vida contemporánea. 